# Craon (Vienne)
Pour les articles homonymes, voir Craon.
Craon est une commune du Centre-Ouest de la France, située dans le département de la Vienne en région Nouvelle-Aquitaine.
Ses habitants sont appelés les Craonnais.

## Géographie

### Climat
Pour des articles plus généraux, voir Climat de la Nouvelle-Aquitaine et Climat de la Vienne.
Historiquement, la commune est exposée à un climat océanique du nord-ouest.  
En 2020, Météo-France publie une typologie des climats de la France métropolitaine dans laquelle la commune est exposée à un climat océanique altéré et est dans la région climatique  Poitou-Charentes, caractérisée par un bon ensoleillement, particulièrement en été et des vents modérés.
Pour la période 1971-2000, la température annuelle moyenne est de 11,8 °C, avec une amplitude thermique annuelle de 14,9 °C. Le cumul annuel moyen de précipitations est de 683 mm, avec 11,1 jours de précipitations en janvier et 6,7 jours en juillet. Pour la période 1991-2020, la température moyenne annuelle observée sur la station météorologique la plus proche, située sur la commune de Martaizé à 16 km à vol d'oiseau, est de 12,2 °C et le cumul annuel moyen de précipitations est de 584,4 mm,. Pour l'avenir, les paramètres climatiques de la commune estimés pour 2050 selon différents scénarios d’émission de gaz à effet de serre sont consultables sur un site dédié publié par Météo-France en novembre 2022.

### Communes limitrophes
|                                                         | La Grimaudière     | Mazeuil   |
| Assais-les-Jumeaux (Deux-Sèvres) Thénezay (Deux-Sèvres) | Craon              | Cuhon     |
|                                                         | Doux (Deux-Sèvres) | Massognes |

## Urbanisme

### Typologie
Au 1er janvier 2024, Craon est catégorisée commune rurale à habitat très dispersé, selon la nouvelle grille communale de densité à sept niveaux définie par l'Insee en 2022.
Elle est située hors unité urbaine et hors attraction des villes,.

### Occupation des sols
L'occupation des sols de la commune, telle qu'elle ressort de la base de données européenne d’occupation biophysique des sols Corine Land Cover (CLC), est marquée par l'importance des territoires agricoles (97,6 % en 2018), en diminution par rapport à 1990 (98,8 %). La répartition détaillée en 2018 est la suivante : 
terres arables (96,4 %), zones urbanisées (1,2 %), mines, décharges et chantiers (1,2 %), zones agricoles hétérogènes (1,2 %), cultures permanentes (0,1 %). L'évolution de l’occupation des sols de la commune et de ses infrastructures peut être observée sur les différentes représentations cartographiques du territoire : la carte de Cassini (XVIIIe siècle), la carte d'état-major (1820-1866) et les cartes ou photos aériennes de l'IGN pour la période actuelle (1950 à aujourd'hui).

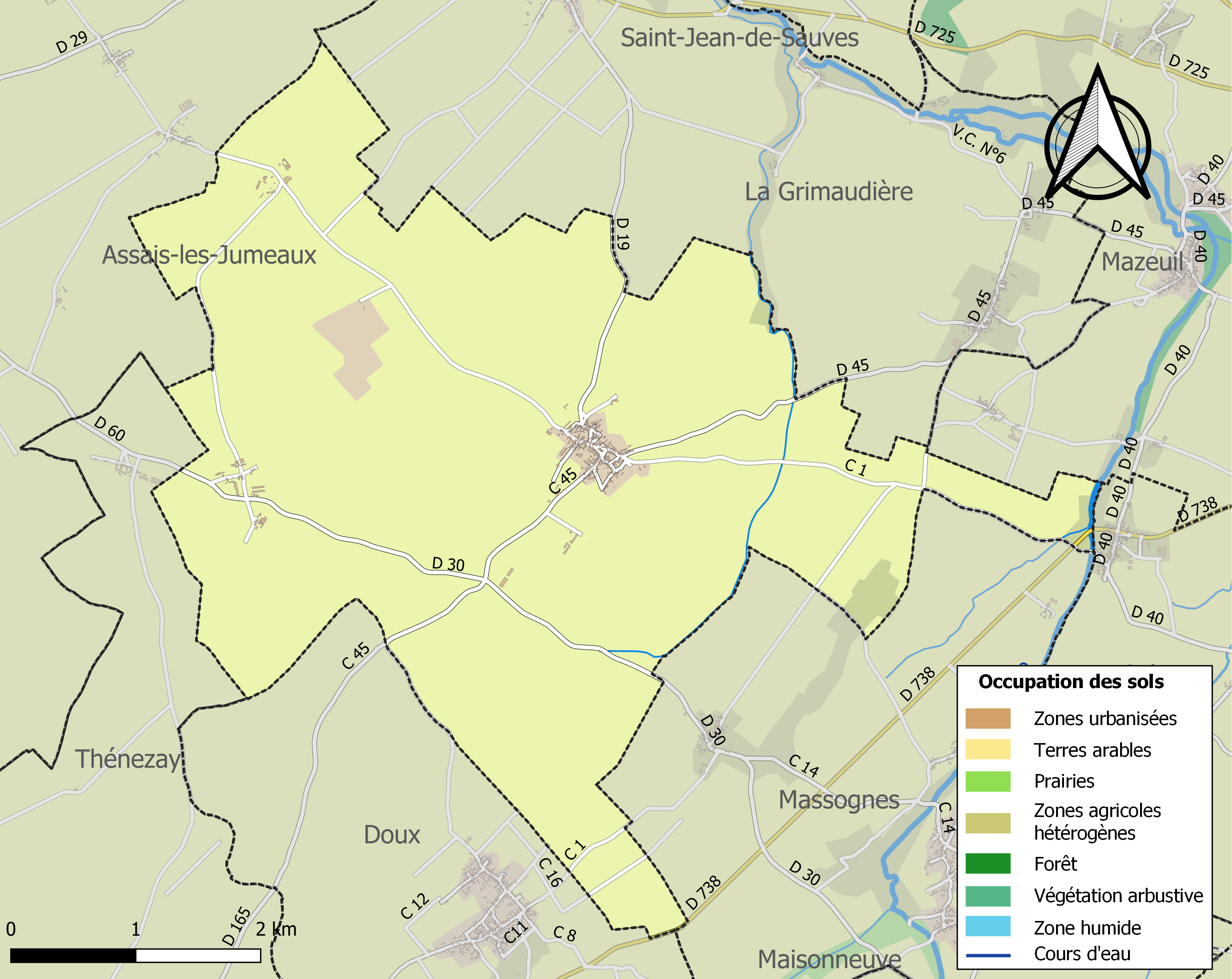
Carte des infrastructures et de l'occupation des sols de la commune en 2018 (CLC).

### Risques majeurs
Le territoire de la commune de Craon est vulnérable à différents aléas naturels : météorologiques (tempête, orage, neige, grand froid, canicule ou sécheresse), inondations, mouvements de terrains et séisme (sismicité modérée). Il est également exposé à un risque technologique, le transport de matières dangereuses. Un site publié par le BRGM permet d'évaluer simplement et rapidement les risques d'un bien localisé soit par son adresse soit par le numéro de sa parcelle.

#### Risques naturels
Certaines parties du territoire communal sont susceptibles d’être affectées par le risque d’inondation par débordement de cours d'eau, notamment la Dive. La commune a été reconnue en état de catastrophe naturelle au titre des dommages causés par les inondations et coulées de boue survenues en 1982, 1999 et 2010,.

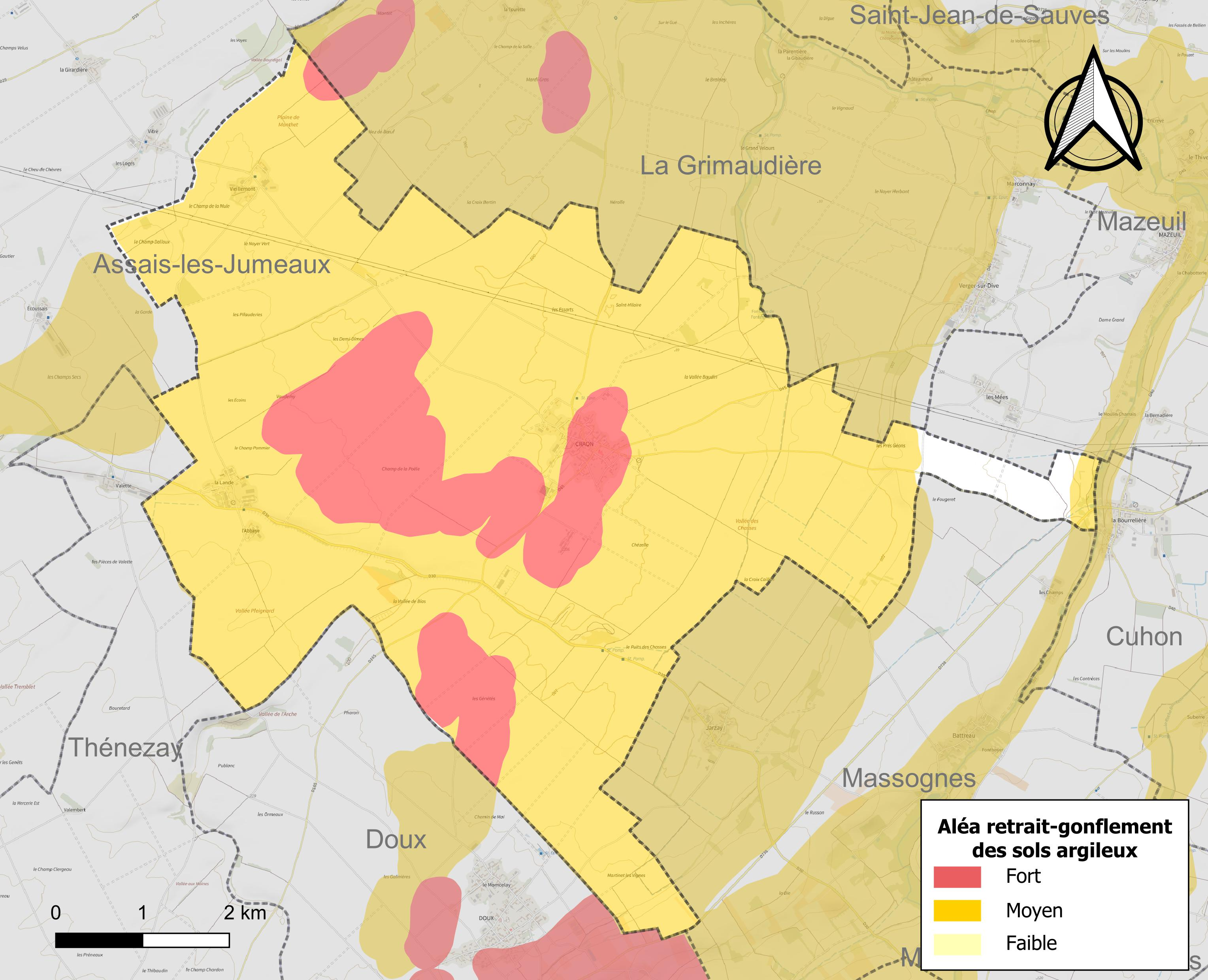
Carte des zones d'aléa retrait-gonflement des sols argileux de Craon.

Les mouvements de terrains susceptibles de se produire sur la commune sont des tassements différentiels. Le retrait-gonflement des sols argileux est susceptible d'engendrer des dommages importants aux bâtiments en cas d’alternance de périodes de sécheresse et de pluie. 97,6 % de la superficie communale est en aléa moyen ou fort (79,5 % au niveau départemental et 48,5 % au niveau national). Depuis le 1er octobre 2020, en application de la loi ÉLAN, différentes contraintes s'imposent aux vendeurs, maîtres d'ouvrages ou constructeurs de biens situés dans une zone classée en aléa moyen ou fort,.
La commune a été reconnue en état de catastrophe naturelle au titre des dommages causés par des mouvements de terrain en 1999 et 2010.

## Toponymie
Le nom de la commune s'écrivait Crun en 1080, Craon en 1393, puis Cron au cours du XVIIe siècle.

## Histoire
L'église Saint-Michel a un superbe autel et une magnifique façade. Sur la place de cette église, se dresse une statue de Jeanne d'Arc. La tour des Demoiselles se situe aux Grands Ormeaux ; elle est du Moyen Âge.

## Politique et administration

### Liste des maires
| Période   | Période   | Identité         | Étiquette | Qualité |
| --------- | --------- | ---------------- | --------- | ------- |
| mars 2001 | mars 2008 | Jacques Rousseau |           |         |
| mars 2008 |           | Eugène Lévêque   |           |         |

### Instances judiciaires et administratives
La commune relève du tribunal d'instance de Poitiers, du tribunal de grande instance de Poitiers, de la cour d'appel  Poitiers, du tribunal pour enfants de Poitiers, du conseil de prud'hommes de Poitiers, du tribunal de commerce de Poitiers, du tribunal administratif de Poitiers et de la cour administrative d'appel  de  Bordeaux, du tribunal des pensions de Poitiers, du tribunal des affaires de la Sécurité sociale de la Vienne, de la cour d’assises de la Vienne.

## Démographie
L'évolution du nombre d'habitants est connue à travers les recensements de la population effectués dans la commune depuis 1793. Pour les communes de moins de 10 000 habitants, une enquête de recensement portant sur toute la population est réalisée tous les cinq ans, les populations de référence des années intermédiaires étant quant à elles estimées par interpolation ou extrapolation. Pour la commune, le premier recensement exhaustif entrant dans le cadre du nouveau dispositif a été réalisé en 2007.

En 2022, la commune comptait 183 habitants, en évolution de −1,61 % par rapport à 2016 (Vienne : +0,6 %, France hors Mayotte : +2,11 %).
| 1793 | 1800 | 1806 | 1821 | 1831 | 1836 | 1841 | 1846 | 1851 |
| ---- | ---- | ---- | ---- | ---- | ---- | ---- | ---- | ---- |
| 342  | 344  | 305  | 237  | 319  | 315  | 357  | 368  | 407  |

| 1856 | 1861 | 1866 | 1872 | 1876 | 1881 | 1886 | 1891 | 1896 |
| ---- | ---- | ---- | ---- | ---- | ---- | ---- | ---- | ---- |
| 433  | 428  | 413  | 397  | 409  | 427  | 425  | 422  | 396  |

| 1901 | 1906 | 1911 | 1921 | 1926 | 1931 | 1936 | 1946 | 1954 |
| ---- | ---- | ---- | ---- | ---- | ---- | ---- | ---- | ---- |
| 363  | 371  | 422  | 345  | 347  | 320  | 347  | 340  | 353  |

| 1962 | 1968 | 1975 | 1982 | 1990 | 1999 | 2006 | 2007 | 2012 |
| ---- | ---- | ---- | ---- | ---- | ---- | ---- | ---- | ---- |
| 338  | 324  | 294  | 243  | 213  | 196  | 198  | 198  | 189  |

| 2017 | 2022 | - | - | - | - | - | - | - |
| ---- | ---- | - | - | - | - | - | - | - |
| 186  | 183  | - | - | - | - | - | - | - |

## Économie
Selon la direction régionale de l'Alimentation, de l'Agriculture et de la Forêt de Poitou-Charentes, il n'y a plus que 23 exploitations agricoles en 2010 contre 25 en 2000.
Les surfaces agricoles utilisées ont diminué et sont passées de 1 677 hectares en 2000 à 1 641 hectares en 2010. 56 % sont destinées à la culture des céréales (blé tendre essentiellement mais aussi orges), 20 % pour les oléagineux (surtout colza et un peu de tournesol), 2 % pour le fourrage et 14 % reste en herbes.
Cinq exploitations en 2010 (contre sept en 2000) abritent un petit élevage de bovins (392 têtes en 2010 contre 200 têtes en 2000). L'élevage de volailles  est très important malgré une baisse: 23 120 têtes en 2010 répartis sur sept fermes contre 29 046 têtes en 2000 répartis sur onze fermes. L'élevage de chèvres a disparu en 2010 (675 têtes sur huit fermes en 2000).

## Culture locale et patrimoine

### Lieux et monuments

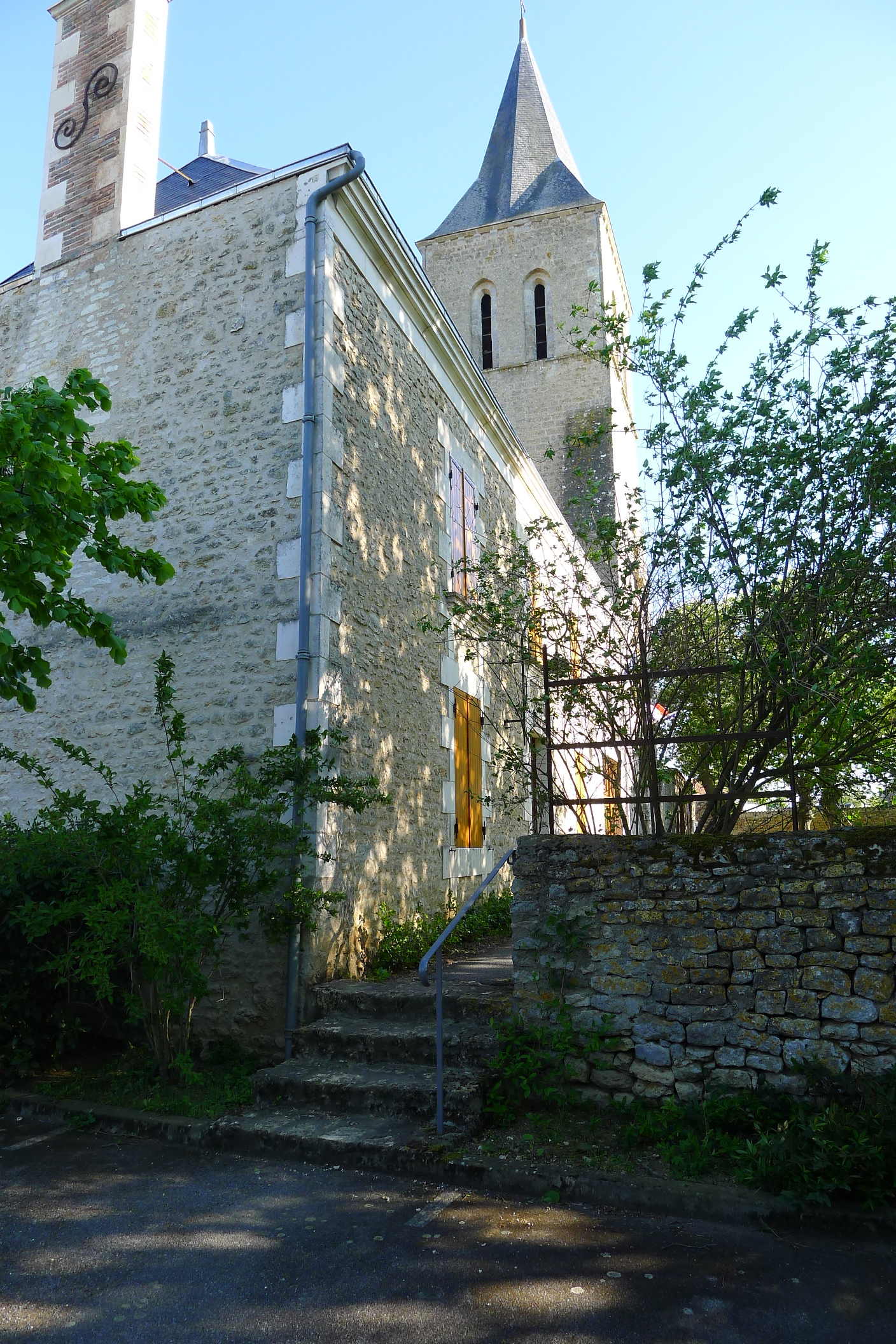
Craon, la mairie et l'église Saint-Michel.

- L'église Saint-Michel de Craon : la première église daterait de 1094. L'édifice actuel est du XIIIe siècle. Il est de style gothique angevin. Il est composé d'une nef découpée en trois travées. Il est précédé d'un clocher-porche pourvu de contreforts. La façade est sobre. Le portail est en arc brisé à trois voussures soutenues par des colonnettes avec chapiteaux. Ces derniers sont sculptés de feuillages à crochets. Au-dessus du portail, une haute baie en arc brisé est entourée de trois statues décapitées. Ces statues représentent un évêque, un ange et Saint Jean-Baptiste. Pendant les guerres de Religion, l'église est incendiée. La cloche date de 1764. Saint Fiacre, ermite scot du VIIe siècle, a sa statue dans l'église. Le chœur est occupé par un imposant retable qui occupe toute l'abside autour du maître-autel. Il date de 1735. Il est en bois, pierre et plâtre. Deux huiles sur toile se font face et représentent le baptême du Christ et saint Jacques en habit de pèlerin de Compostelle. L'église est inscrite comme Monument Historique depuis 1926[26].
- La croix hosannière daterait de 1780, d'après une inscription peu lisible. Une autre inscription indique "Prie Dieu pour les trépassés". La croix est en calcaire. Elle est du type croix templière. Les croix hosannières tirent leur nom de l’hébreu hossana, premier mot d'une hymne chantée le jour des Rameaux. Il était de tradition pour les villageois de Craon, de se rendre en procession jusqu'au cimetière ce jour-là, au pied de ce calvaire où ils chantaient l'Hosanna.
- Les plaines du Mirebalais et du Neuvillois sont classées comme zones naturelles d'intérêt écologique, faunistique et floristique (ZNIEFF)[27]

## Sources